# The World According to RZA
Albums de RZA
Bobby Digital in Stereo
(1998) Ghost Dog: The Way of the Samurai
(1999)
The World According to RZA est une compilation de RZA, sortie le 15 juillet 2003 en Europe. Cet album n'a jamais été publié aux États-Unis.
Sur cet opus, RZA a invité des rappeurs européens (IAM, Bams, Saïan Supa Crew, Passi et New African Poets pour la France, Frankie Hi Nrg pour l'Italie, Petter, Feven, Scandinavian Allstars et Curse pour les pays nordiques et germaniques) mais aussi des complices de longue date comme Ghostface Killah. 

## Liste des titres
| No  | Titre                                                                    | Contient un (des) sample(s) de                                                      | Durée |
| --- | ------------------------------------------------------------------------ | ----------------------------------------------------------------------------------- | ----- |
| 1.  | Intro (Interprété par RZA)                                               |                                                                                     | 2:14  |
| 2.  | Mesmerize (Interprété par Feven)                                         |                                                                                     | 3:54  |
| 3.  | Det e så jag känner (Interprété par Petter)                              |                                                                                     | 3:06  |
| 4.  | On tha Ground (Interprété par RZA featuring Scandinavian Allstars)       | Down Here on the Ground de Lou Rawls                                                | 4:05  |
| 5.  | The North Sea (Interprété par RZA featuring Diaz)                        |                                                                                     | 3:39  |
| 6.  | Saïan Intro (Interprété par RZA)                                         |                                                                                     | 0:54  |
| 7.  | Saïan (Interprété par RZA featuring Ghostface Killah et Saïan Supa Crew) | Beware d'Ann Peebles                                                                | 4:10  |
| 8.  | Please, tends l'oreille (Interprété par Bams featuring U-God)            |                                                                                     | 3:58  |
| 9.  | Warning (Interprété par Nap)                                             |                                                                                     | 5:04  |
| 10. | Dedicace (Interprété par Passi)                                          |                                                                                     | 4:47  |
| 11. | Seul face à lui (Interprété par RZA featuring IAM)                       | I'll Do the Rockin' de George McCrae et Gwen McCrae Every Breath You Take de Police | 4:14  |
| 12. | Souls on Fire (Interprété par Xavier Naidoo featuring Deborah Cox)       |                                                                                     | 4:47  |
| 13. | Ich Weiss (On My Mind) (Interprété par Curse)                            |                                                                                     | 2:51  |
| 14. | Black Star Line-Up (Interprété par Afrob et Sekou)                       | Le Lac des cygnes (Acte 2 scène 10 : Moderato) de Piotr Ilitch Tchaïkovski          | 4:12  |
| 15. | I've Never Seen ... (Interprété par RZA featuring Xavier Naidoo)         |                                                                                     | 5:13  |
| 16. | Boing, Boing (Interprété par RZA featuring Blade, Skinnyman et Ti2bs)    |                                                                                     | 4:48  |
| 17. | Make Money, Money (Interprété par Bronz'n'blak)                          |                                                                                     | 3:55  |
| 18. | Passaporto per Resistere (Interprété par Frankie Hi-NRG MC)              |                                                                                     | 3:02  |
| 19. | Uzakhan Gelen Ses (Interprété par Fuat, Bektas & Germ)                   |                                                                                     | 4:21  |